# 이즈미 시게나리
이즈미 시게나리(일본어: 和泉 茂徳, 1969년 6월 30일~)는 일본의 축구 선수, 지도자이다.

## 구단 경력
1988년 마쓰다에 입단하였다. 1994년 에히메 FC로 이적했다. 1996년후 현역 은퇴.

## 지도자 경력
은퇴 후에는 에히메 FC U-18의 감독를 거쳐, 2021년 에히메 FC의 감독으로 취임하였다.